# باخوژتس
باخوژتس (به لهستانی:  Bachórzec) یک روستا در لهستان است که در گمینا دوبیتسکو واقع شده‌است. باخوژتس ۹۵۰ نفر جمعیت دارد.